# 克納米奇尼山
16°39′17″S 70°11′37″W / 16.65472°S 70.19361°W
克納米奇尼山（Qina Mich'ini），是秘魯的山峰，位於該國南部莫克瓜大區，由涅托元帥省的卡魯馬斯區負責管轄，屬於安地斯山脈的一部分，海拔高度4,800米。